# 米諾瓦神廟

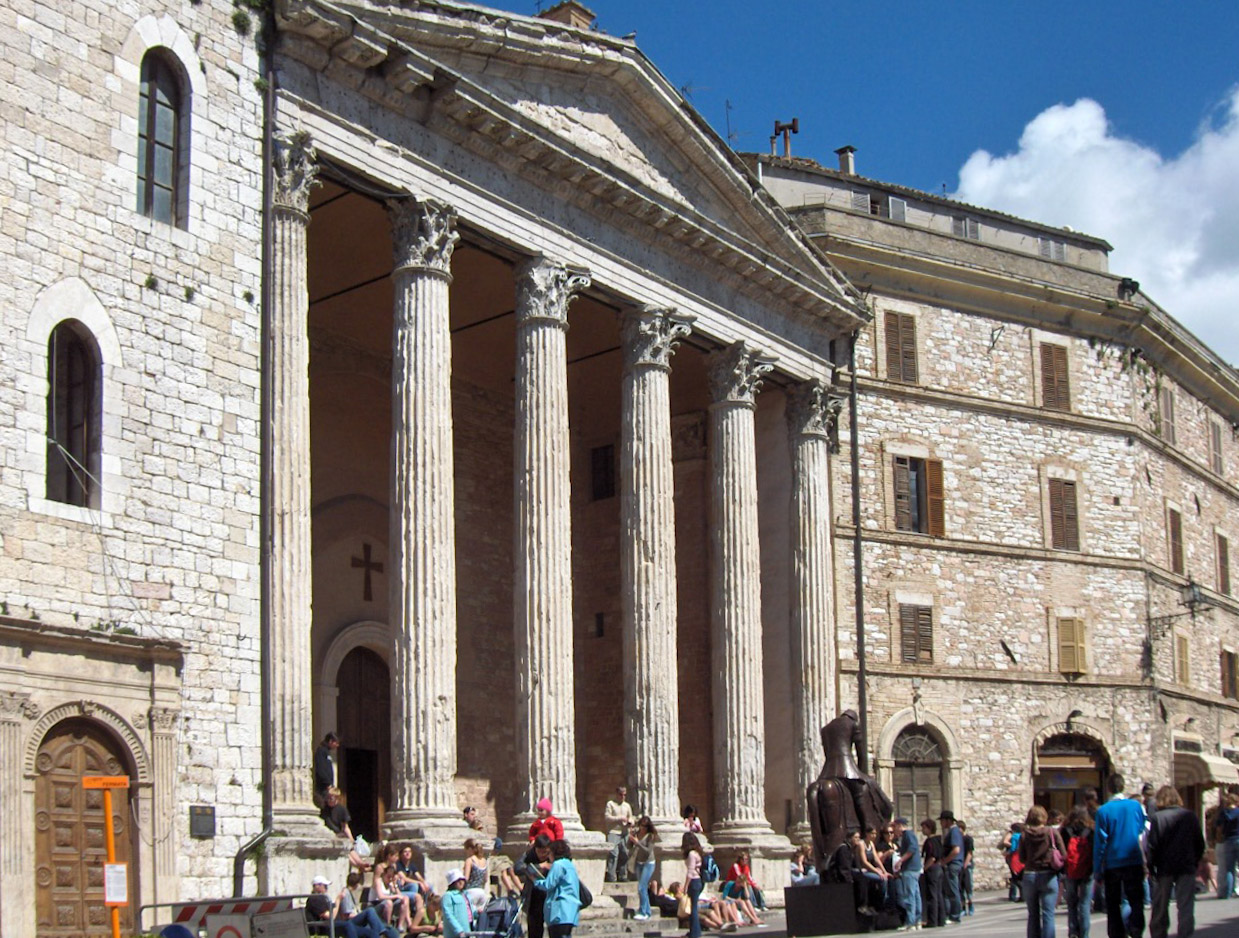
米諾瓦神廟

米諾瓦神廟（義大利語：Tempio di Minerva）是義大利翁布里亞城市阿西西的一座古羅馬時期的神廟。現在米諾瓦神廟是一座教堂，名為聖瑪利亞教堂，修建於1539年，並在17世紀重新改建為巴洛克風格。神廟始建於西元前1世紀。

## 外部連結
- Page at Travelitalia website （页面存档备份，存于） （意大利文）